# Ősagárd
Ősagárd es un pueblo ubicado en el condado de Nógrád, Hungría.

## Superficie
Posee una superficie de 10,92 kilómetros cuadrados.

## Demografía
Hasta 2021 la población era de 298 habitantes, con una densidad de población de 27,28 habitantes por kilómetro cuadrado.